# Charles Duhigg
Charles Duhigg, né en 1974 au Nouveau-Mexique, est un journaliste et auteur de non-fiction américain, primé du prix Pulitzer pour une série de 10 articles sur les pratiques commerciales d'Apple et d'autres entreprises technologiques. Il est l'auteur de deux livres sur les habitudes et la productivité: Le Pouvoir des Habitudes et Smarter Faster Better.

## Biographie
Charles Duhigg est originaire du Nouveau-Mexique. Il a étudié l'histoire à Yale et a obtenu un diplôme de MBA de la Harvard Business School.
Avant de devenir journaliste, il a travaillé pour un fonds d'investissement et a été coursier à vélo à San Francisco (pendant une journée).

## Vie privée
Duhigg réside à Santa Cruz, en Californie. Sa sœur, Katy Duhigg, est une avocate et une femme politique membre du Sénat du Nouveau-Mexique.

## Récompenses
- 2007 - Prix George Polk;
- 2007 - Prix Heywood Broun 2007;
- 2008 - Prix Hillman;
- 2008 - Gerald Loeb Award Mention honorable du meilleur texte pour "Golden Opportunities";
- 2009 - Scripps Howard National Journalism Award;
- 2009 - Médaille des journalistes d'investigation et des éditeurs;
- 2009 - Prix Gerald Loeb des grands journaux pour « The Reckoning »;
- 2010 - United States National Academies National Academies Communication Award;
- 2010 - Society of Environmental Journalists;
- 2013 - Prix Pulitzer (avec d'autres journalistes du New York Times), pour une série de 10 articles sur les pratiques commerciales d'Apple et d'autres entreprises technologiques.

## Livres
- The Power of Habit: Why We Do What We Do in Life and Business
- Smarter Faster Better: The Secrets of Being Productive in Life and Business